# Bund der Kriegsdienstgegner
Der Bund der Kriegsdienstgegner (BdK) wurde 1919 gegründet. Nach dem Ersten Weltkrieg war der BdK eine  antimilitaristische Organisation von radikalen Pazifisten und Kriegsdienstverweigerern. 1926 hatte er etwa 3000 Mitglieder. Der BdK war 1921 Gründungsmitglied vom Internationalen Antimilitaristischen Büro (IAMB) in Den Haag und auch Gründungsmitglied von Paco (Esperantowort für Frieden) in Bilthoven (Niederlande), der späteren War Resisters International (WRI). BdK-Vertreterin war Helene Stöcker. Verbindungen gab es über das IAMB zu Albert de Jong und insbesondere zu Bart de Ligt, der im IAMB und bei Paco/WRI politisch tätig war. Die Nachfolge-Organisation des BdK nach dem Zweiten Weltkrieg ist die Internationale der Kriegsdienstgegner (IDK).

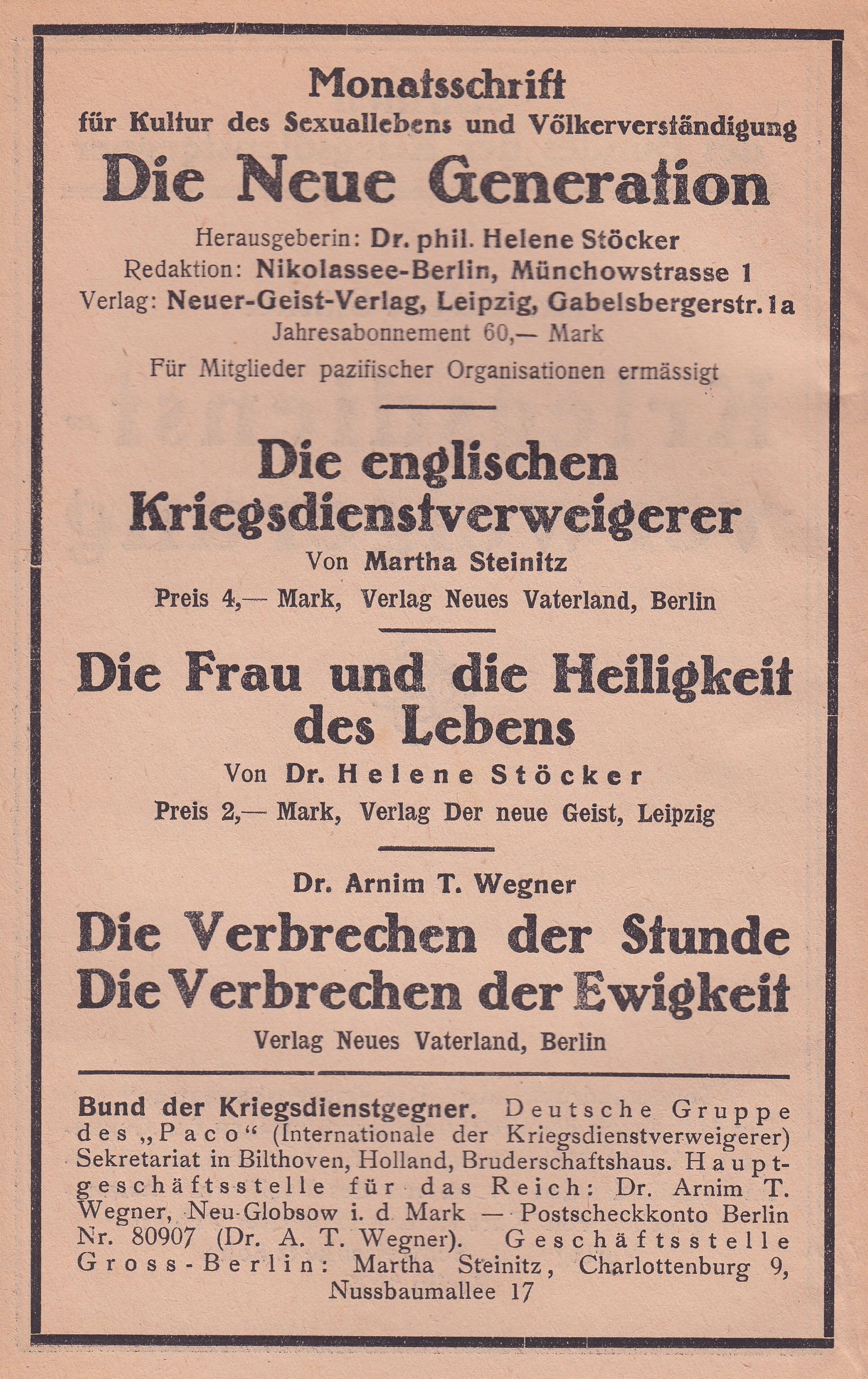
1922 Anzeige und Impressum aus einer Publikation vom Bund der Kriegsdienstgegner (BdK)

## Grundsatzerklärung
Die Mitglieder unterzeichneten eine Grundsatzerklärung, die später (1921) von der WRI formuliert wurde: „Der Krieg ist ein Verbrechen an der Menschheit. Ich bin daher entschlossen, keine Art von Krieg zu unterstützen und an der Beseitigung aller Kriegsursachen mitzuarbeiten.“

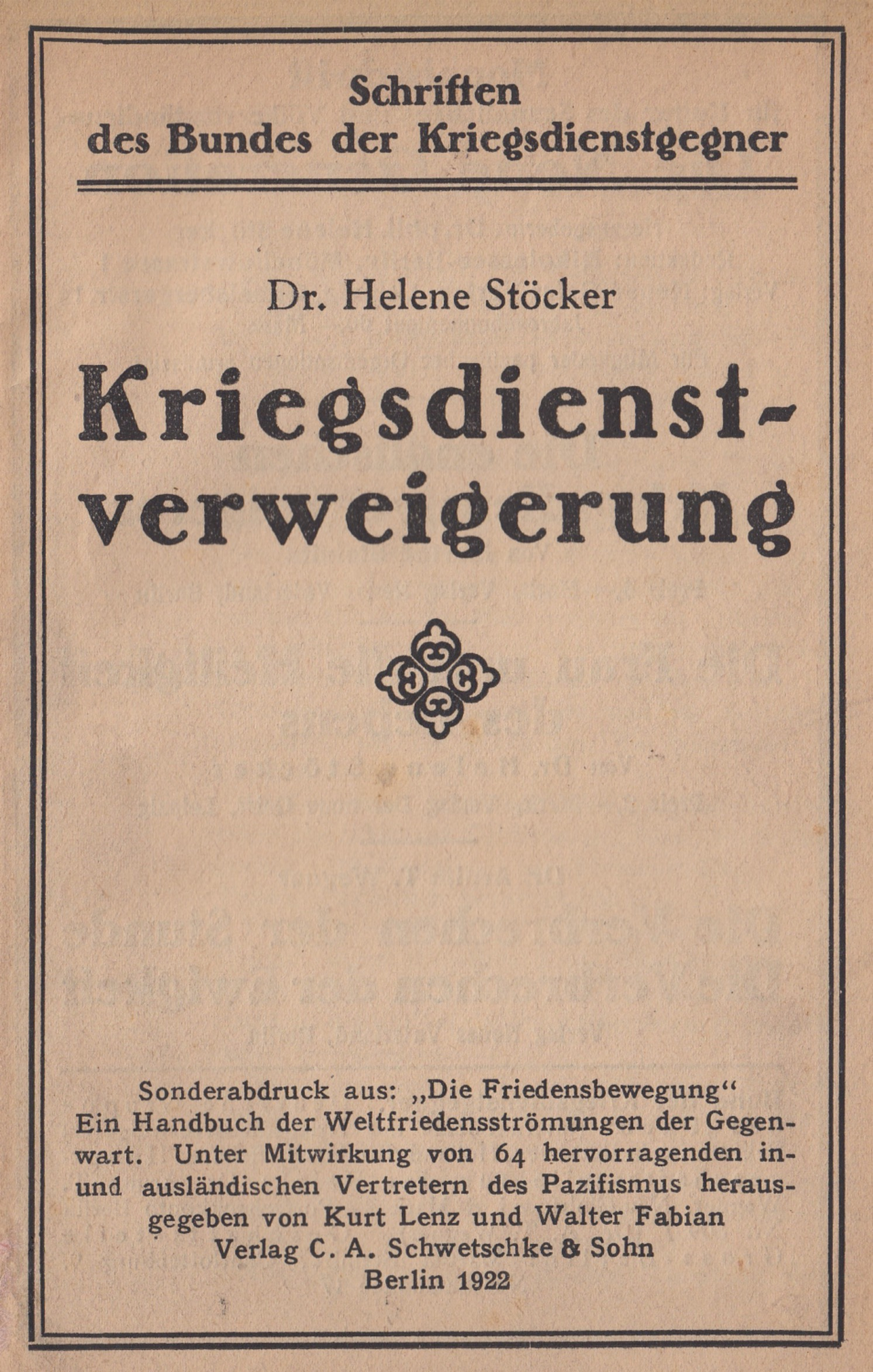
Helene Stöcker: Kriegsdienstverweigerung.

## Politische Schwerpunkte
Der BdK propagierte die Kriegsdienstverweigerung und die Abschaffung der Wehrpflicht. Als Sektion der WRI gehörte der BdK zu den Initiatoren des Internationalen Manifest gegen die Wehrpflicht, das 1925 von der War Resisters’ International (WRI) verbreitet wurde. Das Internationale Manifest gegen die Wehrpflicht wurde von Franz Kobler, Herausgeber des Buches „Gewalt und Gewaltlosigkeit“, in deutscher Sprache 1928 publiziert. Der BdK kritisierte die Arbeitsdienstpflicht als staatliche Dienstpflicht und verdeckte Wehrpflicht. Vor 1933 bekämpfte der BdK intensiv die Propaganda für einen Zwangs-Arbeitsdienst und arbeitete mit Gewerkschaften zusammen. Der BdK hatte Verbindungen zur anarcho-syndikalistischen Gewerkschaft FAUD über die gemeinsame Mitgliedschaft beim IAMB.
Ferner gab es politische Bündnisse mit der Deutschen Friedensgesellschaft (DFG), dem Bund Neues Vaterland, der Internationalen Frauenliga für Frieden und Freiheit u. a.
Nach 1933 wurde der BdK von den Nazis zerschlagen und die Mitglieder politisch verfolgt. Viele BdK-Mitglieder mussten ins KZ oder gingen ins Exil.

## Mitglieder
- Kurt Hiller
- Arnold Kalisch
- G.W. Meyer
- Magnus Schwantje
- Martha Steinitz
- Helene Stöcker
- Armin T. Wegner

## Publikationen
- Der Kriegsdienstgegner (1923–1930)
- Friedenswacht (1919–1927)
- Friedensfront (1929–1933)